# Droga krajowa nr 12 (Polska)
Droga krajowa nr 12 – droga krajowa klasy S (ekspresowa), GP (ruchu głównego przyspieszonego) oraz miejscami G (główna) biegnąca równoleżnikowo przez obszar Polski od granicy z Niemcami w Łęknicy do granicy z Ukrainą w Dorohusku-Berdyszczach. Przebiega przez 6 województw: lubuskie, dolnośląskie, wielkopolskie, łódzkie, mazowieckie i lubelskie. Przecina autostradę A18 na węźle Królów i autostradę A1 na węźle Tuszyn. Wschodnie odcinki trasy są częścią trasy europejskiej E372 i E373. Całkowita długość drogi nr 12 wynosi 757 km (z uwzględnieniem odcinków ekspresowych oznaczonych jako S12).
Droga poza innymi krótkimi odcinkami miejskimi ma wspólny przebieg z drogą krajową nr 11 na odcinku Jarocin – Pleszew (19 km), z drogą ekspresową S8 na odcinku Sieradz – Rzgów (58 km) oraz między węzłami Piotrków Trybunalski Północ i Piotrków Trybunalski Wschód (3,4 km), z drogą krajową nr 91 na odcinku Rzgów – Piotrków Trybunalski (32,2 km), z drogą krajową nr 74 na odcinku Piotrków Trybunalski – Sulejów (12,2 km) oraz na odcinku z drogą ekspresową S17 (E372) na odcinku od węzła Kurów Zachód do węzła Piaski-Wschód .
Trasa drogi krajowej nr 12 dwa razy przebiega przez województwo lubuskie. Po opuszczeniu go za Szprotawą i przejazd przez odcinek dolnośląski powraca do województwa lubuskiego w Szlichtyngowej i biegnie kilkanaście kilometrów przez Wschowę do granicy z województwem wielkopolskim.

## Klasa drogi
Pomijając odcinki o statusie drogi ekspresowej trasa nr 12 posiada na prawie całej długości parametry klasy GP. Wyjątkiem jest odcinek Szprotawa – Przemków – Radwanice – Głogów, posiadający parametry klasy G.

## Historia numeracji
Przed reformą sieci drogowej na mocy Uchwały nr 192 Rady Ministrów z 2 grudnia 1985 roku trasa miała różne oznaczenia:
- droga państwowa nr 39 na odcinku Kłobuczyn – Szlichtyngowa,
- droga państwowa nr 38 na odcinku Jarocin – Kalisz – Sieradz,
- droga międzynarodowa E12 na odcinku Sieradz – Łask,
- droga państwowa nr T12 na odcinku Łask – Piotrków Trybunalski – Radom – Lublin – Dorohusk (granica państwa, bez możliwości przekraczania)

Przed reformą sieci dróg krajowych w Polsce w 2000 roku trasa posiadała oznaczenia:
| drogi krajowej nr 298                    | na odc. Łęknica (granica państwa) – Trzebiel – Żary – Żagań – Szprotawa |
| drogi krajowej nr 299                    | na odc. Szprotawa – Przemków – Dziećmiarowice – Głogów                  |
| drogi krajowej nr 34                     | na odc. Głogów – Szlichtyngowa – Wschowa – Leszno – Gostyń – Jarocin    |
| drogi krajowej nr 42                     | na odc. Jarocin – Pleszew – Kalisz – Sieradz                            |
| (wspólny przebieg z drogą krajową nr 14) | na odc. Sieradz – Łask                                                  |
| drogi krajowej nr 44                     | na odc. Łask – Piotrków Trybunalski – Radom – Puławy – Kurów            |
| (wspólny przebieg z drogą krajową nr 17) | na odc. Kurów – Lublin – Piaski                                         |
| drogi krajowej nr 82                     | na odc. Piaski – Chełm – Dorohusk (granica państwa)                     |

## Droga ekspresowa S12
Na wschodnim odcinku w przyszłości rolę drogi nr 12 ma zająć planowana droga ekspresowa S12. W eksploatacji znajdują się następujące odcinki drogi S12:
- I etap obwodnicy Puław w ciągu drogi ekspresowej S12 (ok. 12 km) wraz z nowym mostem na Wiśle otwarty w lipcu 2008 r. Do 21 sierpnia 2018 r. (czyli do otwarcia II etapu Obwodnicy Puław) trasa kończyła się skrzyżowaniem z ul. Tysiąclecia Państwa Polskiego w Puławach i nie była oznaczona jako droga ekspresowa. Droga ta omijała tylko przedwojenny most na Wiśle w Puławach w ciągu dawnej drogi nr 12 i nadal przebiegała przez centrum miasta. Dlatego za obwodnicą zalecany był objazd drogą wojewódzką nr 824 na odcinku Puławy – Żyrzyn do drogi krajowej nr 17 (E372) w kierunku Lublina. Ten odcinek drogi wojewódzkiej był eksploatowany przez oddział GDDKiA w Lublinie.
- II etap Obwodnicy Puław – odcinek o długości 11,8 km. Wykonawcą było konsorcjum firm: Energopol Szczecin, Przedsiębiorstwo Robót Drogowych Zwoleń. Wartość umowy wyniosła 233,08 mln zł. Podpisanie umowy: 30 grudnia 2014 w trybie „projektuj i buduj”[4]. Rozpoczęcie budowy nastąpiło 31 marca 2016 (wydanie Zezwolenia na Realizację Inwestycji Drogowej)[5], natomiast zakończenie prac było planowane na 30 kwietnia 2018.[6] Termin prac wydłużono o sto dni, z powodu prac archeologicznych. Ostatecznie odcinek otwarto 22 sierpnia 2018[7].
- Kurów Zachód – Jastków o długości 24,7 km, odcinek wspólny z S17, oddany do użytku 28 maja 2013 roku. Do czasu wybudowania II etapu obwodnicy Puław (do 21 sierpnia 2018), odcinek ten nie znajdował się w głównym ciągu DK12, która przebiegała równolegle do drogi ekspresowej S17 (m in. przez Kurów, Markuszów, Przybysławice, Garbów).
- odcinek od węzła Jastków do węzła Lublin Sławinek o długości 7,7 km otwarty 25 września 2014 wraz z odcinkiem miejskim tworzącym nowy wjazd do Lublina. Podobnie jak poprzedni, także ten odcinek ma wspólny przebieg z drogą ekspresową S17.
- obwodnicy Lublina (23 km):
  - Lublin Sławinek – Lublin Rudnik (10,2 km), północna obwodnica Lublina od węzła Lublin Sławinek (S19 do Rzeszowa) do zjazdu na Lubartów (S19). Odcinek ten został wybudowany w standardzie drogi ekspresowej dwujezdniowej o 3 pasach ruchu w każdym kierunku. Stanowi wspólny przebieg drogi ekspresowej S12, S17 i S19. Pierwotny termin zakończenia budowy 5 grudnia 2013, później – sierpień 2014, otwarty 31 października 2014,
  - Lublin Rudnik – Lublin Felin (12,8 km; wschodnia obwodnica Lublina, odcinek wspólny z S17), otwarty 15 października 2014.
- Lublin Felin – Piaski Wschód o długości 18,0 km (odcinek wspólny z drogą ekspresową S17).

## Dopuszczalny nacisk na oś
Od 13 marca 2021 roku na drodze dozwolony jest ruch pojazdów o nacisku pojedynczej osi napędowej do 11,5 tony.

### Do 13 marca 2021
We wcześniejszych latach droga krajowa nr 12 była objęta ograniczeniami dopuszczalnego nacisku pojedynczej osi:
| Znak | Dopuszczalny nacisk | Lata obowiązywania | Odcinek |
| ---- | ------------------- | --- | --- |
| DK12 | do 10 ton           | 2005–2010 | - granica państwa – Łęknica – Żagań - Szprotawa – Dziećmierowice - Głogów – Leszno – Kalisz – Łask - Sulejów – Opoczno – Radom – Puławy – Kurów – Lublin – Piaski – Chełm – Dorohusk – granica państwa |
| DK12 | do 10 ton           | 2010–2012 | - granica państwa – Łęknica – Żary – Żagań 295 - Szprotawa 297 – Dziećmiarowice 297 - Głogów 292 – Szlichtyngowa – Wschowa – Leszno – Gostyń – Jarocin – Pleszew – Kalisz – Blaszki – Sieradz – Łask 14 - Sulejów 74 – Opoczno – Przysucha – Radom 7 |
| DK12 | do 10 ton           | 2012–2015 | - granica państwa – Łęknica – Żary – Żagań 295 - Głogów 292 – Szlichtyngowa – Wschowa – Leszno – Gostyń – Jarocin – Pleszew – Kalisz – Blaszki – Sieradz – Łask 14 - Sulejów 74 – Opoczno – 728 |
| DK12 | do 10 ton           | 2015–2017 | - granica państwa – Łęknica – Żary – Żagań 295 - Głogów 292 – Szlichtyngowa – Wschowa – Leszno – Gostyń – Jarocin – Pleszew – Kalisz – Blaszki – Sieradz (ul. Polskiej Organizacji Wojskowej) - Tuszyn (1, węzeł „Tuszyn”) – Piotrków Trybunalski (8, węzeł „Piotrków Trybunalski Północ”) - Piotrków Trybunalski (8, węzeł „Piotrków Trybunalski Wschód”) – Piotrków Trybunalski (91, ul. Śląska) - Sulejów 74 – Opoczno – 728 |
| DK12 | do 10 ton           | 2017–2021 | - granica państwa – Łęknica – Żary – Żagań 295 - Głogów 292 – Szlichtyngowa – Wschowa – Leszno 5 - Pleszew 11 – Kalisz 25 - Kalisz 25 – Błaszki – Sieradz (ul. Polskiej Organizacji Wojskowej) - Tuszyn 1 (węzeł „Tuszyn”) – Piotrków Trybunalski 8 (węzeł „Piotrków Trybunalski Północ”) |
| DK12 | do 8 ton            | 2012–2015 | - Żagań 295 – Szprotawa – Przemków – Radwanice – Drożów – Głogów 292 - Łask 14 – Piotrków Trybunalski – Sulejów 74 |
| DK12 | 2015–2017           | - Żagań 295 – Szprotawa – Przemków – Radwanice – Drożów – Głogów 292 - Piotrków Trybunalski (91, ul. Śląska) – Sulejów 74 | |
| DK12 | 2017–2021           | Żagań 295 – Szprotawa – Przemków – Radwanice – Głogów 292                                                                 | |

## Ważniejsze miejscowości leżące na trasie 12
- Łęknica – granica z Niemcami – obwodnica
- Trzebiel – obwodnica
- Królów (A18)
- Żary (DK27) – obwodnica
- Żagań – obwodnica centrum
- Szprotawa – obwodnica
- Przemków
- Drożów (S3)
- Głogów – planowana obwodnica
- Szlichtyngowa
- Wschowa – planowana obwodnica
- Leszno (S5)
- Gostyń – obwodnica
- Borek Wielkopolski – obwodnica
- Jaraczewo
- Jarocin (S11, DK11, DK15)
- Pleszew (DK11)
- Kalisz (DK25)
- Opatówek
- Błaszki
- Sieradz (S8, DK83) – obwodnica S8/DK12
- Zduńska Wola (S8) – obwodnica S8/DK12
- Łask (S8) – obwodnica S8/DK12
- Pabianice (S8, S14, DK71) – obwodnica S8/DK12
- Rzgów (S8, DK91) – obwodnica S8/DK12
- Tuszyn (DK91)
- Głuchów (A1, S8, DK91)
- Piotrków Trybunalski (A1, S8, DK74, DK91) – obwodnica
- Sulejów (DK74)
- Opoczno – obwodnica
- Przysucha
- Sławno (S7)
- Radom (DK9)
- Zwoleń (DK79)
- Puławy – obwodnica S12
- Kurów (S17) – obwodnica S12/S17
- Lublin (S17, S19) – obwodnica S12/S17/S19
- Elizówka (S17, S19, DK19) – obwodnica S12/S17/S19
- Długie (S17, DK82) – obwodnica S12/S17
- Świdnik (S17) – obwodnica S12/S17
- Piaski (S17, DK17) – obwodnica S12/S17
- Chełm – planowana obwodnica ekspresowa w ciągu S12
- Berdyszcze – granica z Ukrainą